# Streitkräfte Armeniens
Die Streitkräfte Armeniens (armenisch:Հայկական Բանակ) ist das Militär der Republik Armenien.
Die armenischen Streitkräfte gliedern sich in Heer (arm.: Հայկական Բանակ), Luftstreitkräfte (arm.: Հայաստանի Ռազմաօդային Ուժեր), Luftverteidigung (arm.: Հայաստանի Ռազմաօդային Ուժեր) und Grenzschutz (arm.:Հայաստանի Սահմանի Պահակություն).
Armenien hat keine Marine, da es ein Binnenstaat ist.
Der Oberbefehlshaber der Streitkräfte ist der armenische Premierminister, zurzeit Nikol Paschinjan. Die Streitkräfte wurden kurz nach der Unabhängigkeit Armeniens am 28. Januar 1992 aufgestellt.
Bislang bestand eine enge Kooperation mit den russischen Streitkräften. Armenien ist Mitglied der Partnerschaft für den Frieden und der Organisation des Vertrags über kollektive Sicherheit.

## Finanzierung
Die Militärausgaben bewegten sich lange auf konstanten Niveau. Durch den fortwährenden Konflikt mit Aserbaidschan um die Region Bergkarabach wurden die Militärausgaben zuletzt drastisch erhöht.
| Jahr | Militärausgaben in Mio. USD | Anteil am BIP in % |
| ---- | --------------------------- | ------------------ |
| 2008 | 396,0                       | 3,40               |
| 2009 | 359,5                       | 4,16               |
| 2010 | 395,0                       | 4,27               |
| 2011 | 390,9                       | 3,85               |
| 2012 | 380,6                       | 3,58               |
| 2013 | 444,6                       | 4,00               |
| 2014 | 457,8                       | 3,94               |
| 2015 | 447,4                       | 4,24               |
| 2016 | 431,4                       | 4,09               |
| 2017 | 443,6                       | 3,85               |
| 2018 | 513,3                       | 4,12               |
| 2019 | 652,0                       | 4,79               |
| 2020 | 634,0                       | 4,98               |
| 2021 | 619,4                       | 4,47               |
| 2022 | 795,2                       | 4,08               |
| 2023 | 1329,5                      | 5,45               |

## Einsätze
Erstmals wurden die armenischen Streitkräfte während des Bergkarabach-Konflikts im Jahr 1993 eingesetzt. Damals griffen die armenische Streitkräfte auf Seiten der Republik Bergkarabach ein. Im Verlauf des Krieges konnten die Truppen der Republik Bergkarabach gemeinsam mit der armenischen Armee große Teile der mehrheitlich von Armeniern bewohnten Region Bergkarabach in Aserbaidschan unter ihre Kontrolle bringen. Außerdem besetzten sie die aserbaidschanischen Bezirke Ağdam, Cəbrayıl, Füzuli, Kəlbəcər, Laçın, Qubadlı und Zəngilan, die außerhalb von Bergkarabach liegen. Im April 2016 kam es zu einer Eskalation der Lage an der Waffenstillstandslinie rund um Bergkarabach mit etwa 200 Toten. Im Juli 2020 kam es entlang der Grenze zwischen Armenien und Aserbaidschan erneut zu Gefechten.
Im Bergkarabachkrieg 2020 mussten die armenischen Streitkräfte nach nur 44 Tagen Krieg die militärische Niederlage gegenüber der aserbaidschanischen Armee erklären. Die armenischen Truppen waren offenbar auf einen größeren Konflikt mit Aserbaidschan nur unzureichend vorbereitet. Die Niederlage hatte große Gebietsverluste der Armenier zur Folge.
Die armenischen Streitkräfte liefern sich bis heute Gefechte mit Aserbaidschan an der Waffenstillstandslinie im armenisch-aserbaidschanischen Grenzkrieg.
Gemessen an seinem Bruttoinlandsprodukt (BIP) und der Gesamtbevölkerung wies Armenien laut dem Globalen Militarisierungsindex (GMI) des Bonn International Center for Conversion (BICC) im Jahre 2015 den höchsten Militarisierungsgrad in Europa auf. Im weltweiten Maßstab lag das Land im gleichen Jahr auf Platz 3 hinter Israel und Singapur.

## Internationale Friedensmissionen
Armenien entsandte zudem 46 Soldaten in den Irakkrieg, wo sie als Mitglied der Koalition der Willigen polnischem Kommando unterstellt waren. Außerdem ist Armenien im Moment mit 70 Soldaten an der KFOR-Mission in Kosovo beteiligt sowie zeitweise mit 120 Soldaten an der Resolute-Support-Mission der NATO in Nordafghanistan unter deutschem Kommando.

## Ausrüstung
Die in den armenischen Streitkräften eingesetzten Waffen bzw. Waffensysteme sind sowjetischen bzw. russischen Ursprungs.
Stand: 2016

### Heer

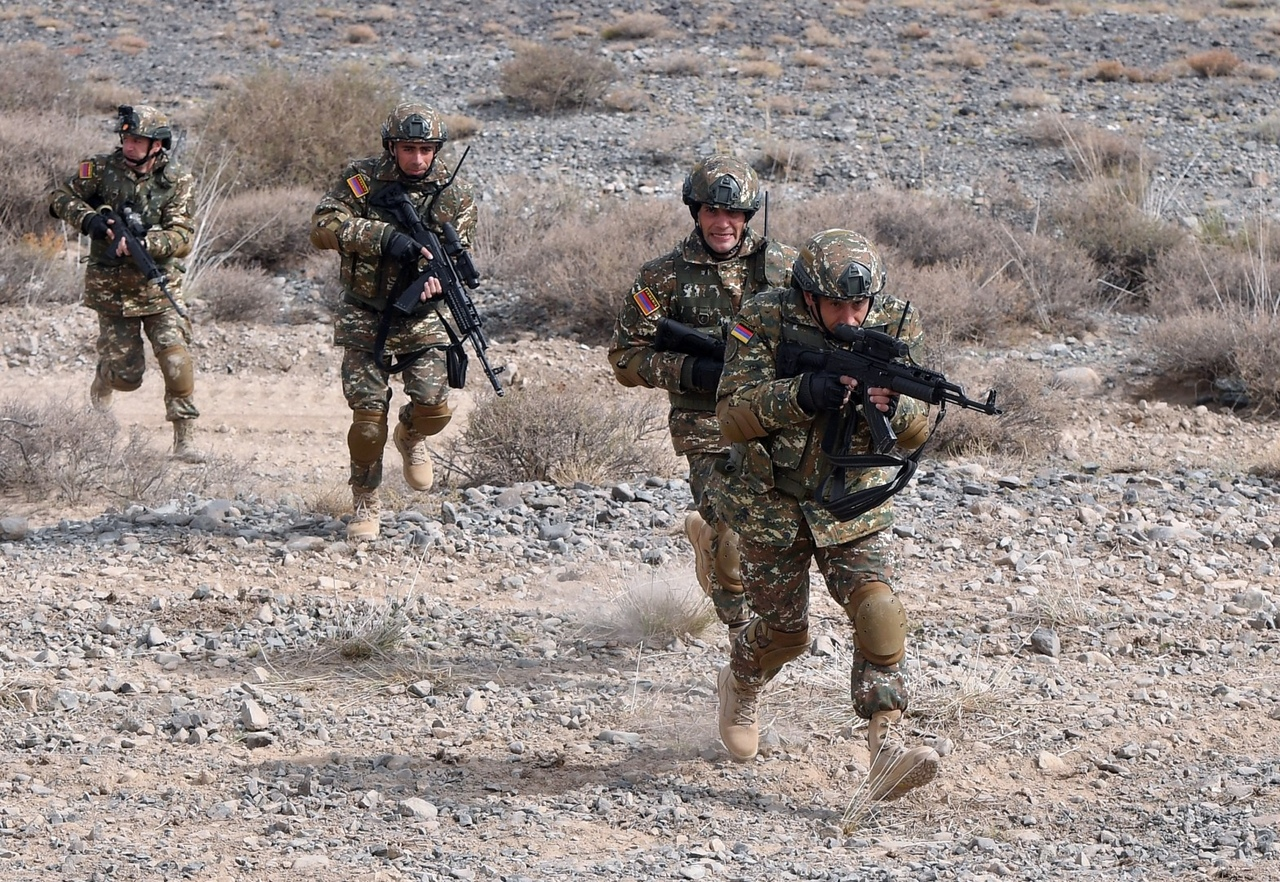
Armenische Soldaten während einer Übung

| Typ            | Produktionsland | Waffensystem                    | Anzahl                                                 |
| -------------- | --------------- | ------------------------------- | ------------------------------------------------------ |
| T-90           | Russland        | Kampfpanzer                     | 30                                                     |
| T-72           | Sowjetunion     | Kampfpanzer                     | 110                                                    |
| T-80           | Sowjetunion     | Kampfpanzer                     | 20                                                     |
| BMP-1          | Sowjetunion     | Schützenpanzer                  | 106                                                    |
| BMP-2          | Sowjetunion     | Schützenpanzer                  | 100                                                    |
| BTR-60         | Sowjetunion     | Schützenpanzer                  | 108                                                    |
| BTR-70         | Sowjetunion     | Schützenpanzer                  | 18                                                     |
| BTR-80         | Sowjetunion     | Schützenpanzer                  | 50                                                     |
| MT-LB          | Sowjetunion     | Transportpanzer                 | 145                                                    |
| GAZ-2975 Tigr  | Russland        | Transportpanzer                 | 5                                                      |
| Bastion Patsas | Frankreich      | Gepanzerter Personentransporter | ~24 (insgesamt wurden 50 Personentransporter bestellt) |
| Lusan          | Armenien        | Infanterie-Mobilitätsfahrzeug   | 15                                                     |

### Luftwaffe
| Typ                         | Produktionsland  | Anzahl         |
| Kampfflugzeuge              | Kampfflugzeuge   | Kampfflugzeuge |
| --------------------------- | ---------------- | -------------- |
| Su-25                       | Russland         | 9              |
| Su-30SM                     | Russland         | 4              |
| Transportflugzeuge          |                  |                |
| Iljuschin Il-76             | Russland         | 3              |
| Hubschrauber                |                  |                |
| Mil Mi-8                    | Sowjetunion      | 11             |
| Mil Mi-24                   | Sowjetunion      | 15             |
| Schulflugzeuge/hubschrauber |                  |                |
| Aero L-39                   | Tschechoslowakei | 6              |
| Mil Mi-2                    | Sowjetunion      | 6              |
| Su-25                       | Russland         | 1              |

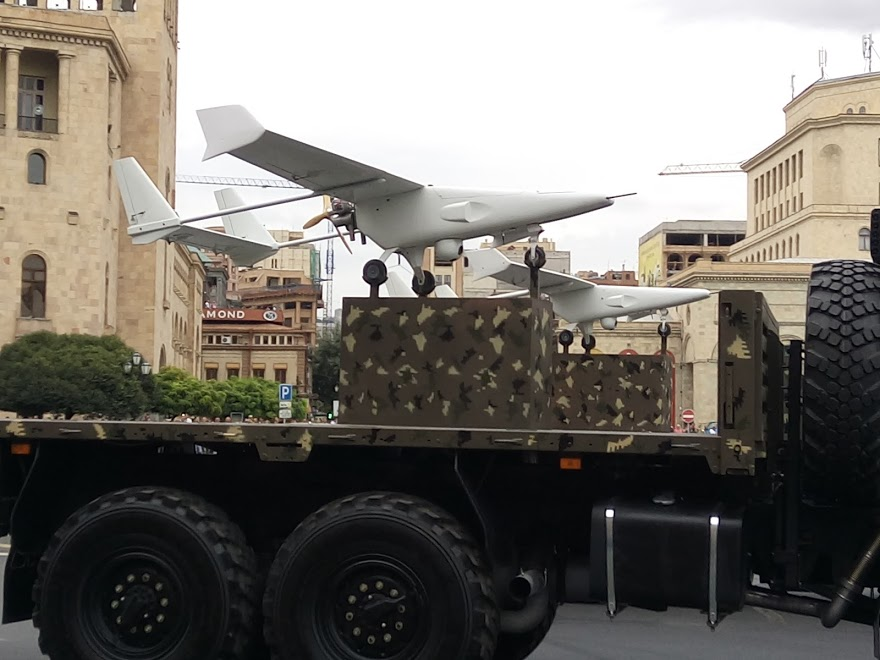
Die Krunk Drohne ist Armeniens erste Drohne aus eigener Produktion

Die Flugabwehr nutzt die Systeme Tor-M2KM, 2K11 Krug, S-75, S-125, 9K32 Strela-2, 9K33 Osa S-300P, 9K35 Strela-10, 9K310 Igla-1 und 9K38 Igla.
Gemessen an seinem Bruttoinlandsprodukt (BIP) und der Gesamtbevölkerung wies Armenien laut dem Globalen Militarisierungsindex (GMI) des Bonn International Center for Conversion (BICC) im Jahre 2015 den höchsten Militarisierungsgrad in Europa auf. Im weltweiten Maßstab lag das Land im gleichen Jahr auf Platz 3 hinter Israel und Singapur.

## Generalstabschefs
| Nr. | Name                                 | Bild | Beginn der Berufung | Ende der Berufung |
| --- | ------------------------------------ | ---- | ------------------- | ----------------- |
| 11  | Generalmajor Edward Asrjan           |      | 14. Juli 2022       | amtierend         |
| 10  | Generalleutnant Artak Dawtjan        |      | 22. März 2021       | 24. Februar 2022  |
| 9   | Generaloberst Onik Gasparjan         |      | 8. Juni 2020        | 10. März 2021     |
| 8   | Generalleutnant Artak Dawtjan        |      | 24. Mai 2018        | 8. Juni 2020      |
| 7   | Generalleutnant Movses Hakobjan      |      | 3. September 2016   | 24. Mai 2018      |
| 6   | Generaloberst Jurij Chatschaturow    |      | 14. April 2008      | 3. September 2016 |
| 5   | Generaloberst Sejran Ohanjan         |      | 11. Mai 2007        | 14. April 2008    |
| 4   | Generaloberst Mikael Harutunjan      |      | 12. Mai 1994        | 24. April 2007    |
| 3   | Generalleutnant Hratschja Andreasjan |      | 1993                | 12. Mai 1994      |
| 2   | Generalleutnant Norat Ter-Grigorjanz |      | 10. August 1992     | 1993              |
| 1   | Generaloberst Gurgen Dalibaltajan    |      | 1991                | 1992              |

## Öffentlichkeitsarbeit
Teil der Öffentlichkeitsarbeit der „Streitkräfte Armeniens“ ist das TV-Programm „Streitkräfte“ („Zinuzh“ / „Զինուժ“), das Samstagabend im armenischen öffentlichen Fernsehen ausgestrahlt wird. Daneben betreiben die Streitkräfte einen eigenen YouTube-Kanal namens „Zinuzh MEDIA“ („Զինուժ ՄԵԴԻԱ“). Dieser gehört zum „Zinuzh“-Programm des Verteidigungsministeriums und hat nach eigenen Angaben das Ziel, das Leben der Streitkräfte nachvollziehbar zu machen, den militärischen Tagesablauf und Militärdienst an der Grenze zu Aserbaidschan, sowie in der Region Bergkarabach („Arzach“) zu zeigen. Daneben sollen „Porträts bekannter Offiziere, Soldaten, Berichte über die Bewaffnung, Ausrüstung im Arsenal der armenischen Armee, Expertenmeinungen, Analysen zu regionalen Entwicklungen, Informationen über die Situation an der Front usw.“ vermittelt werden. Das Logo zeigt einen nach links gewandten stilisierten Adlerkopf mit Flügelansätzen. Unter dem Titel "«Streitkräfte» Fernsehprogramm" («Զինուժ» հեռուստածրագիր) betreibt die Abteilung für Öffentlichkeitsarbeit des Verteidigungsministeriums auch einen Facebook-Kanal.

## Galerie

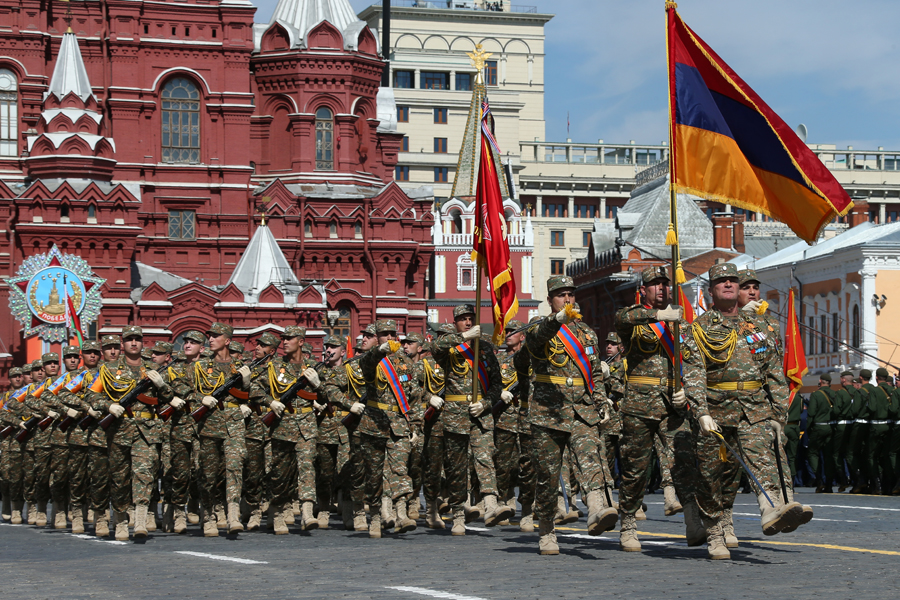
Soldaten Armeniens während der Siegesparade in Moskau 2015
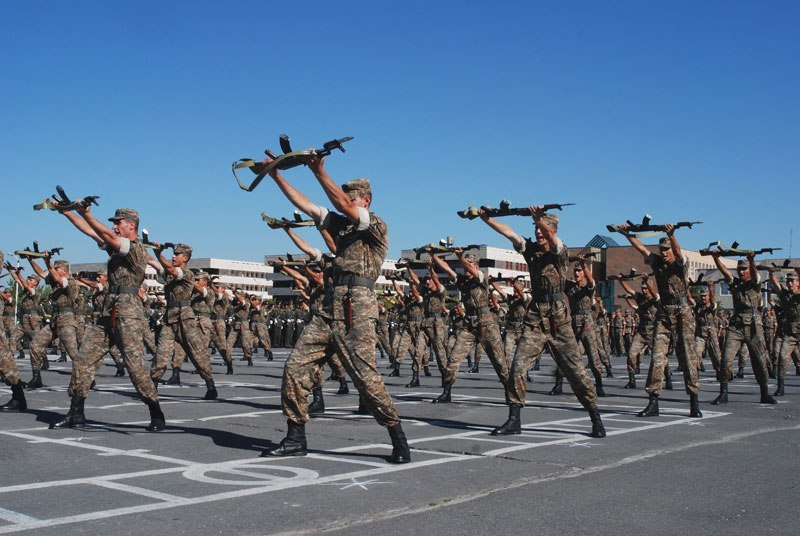
Armenische Soldaten während eines Trainings
Armenische Soldaten in Bergkarabach 1994
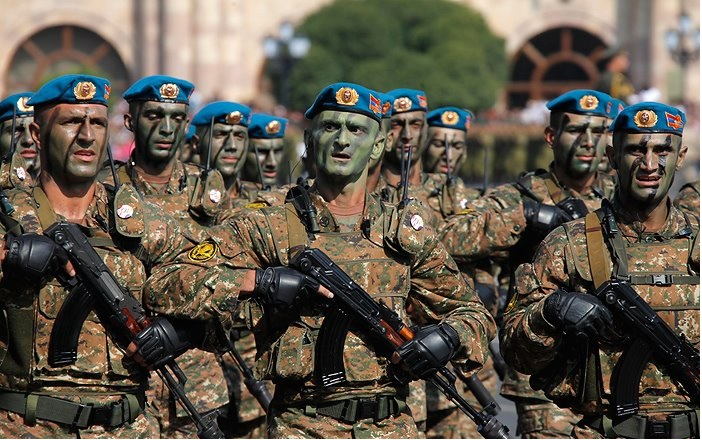
Armenische Spezialeinheiten
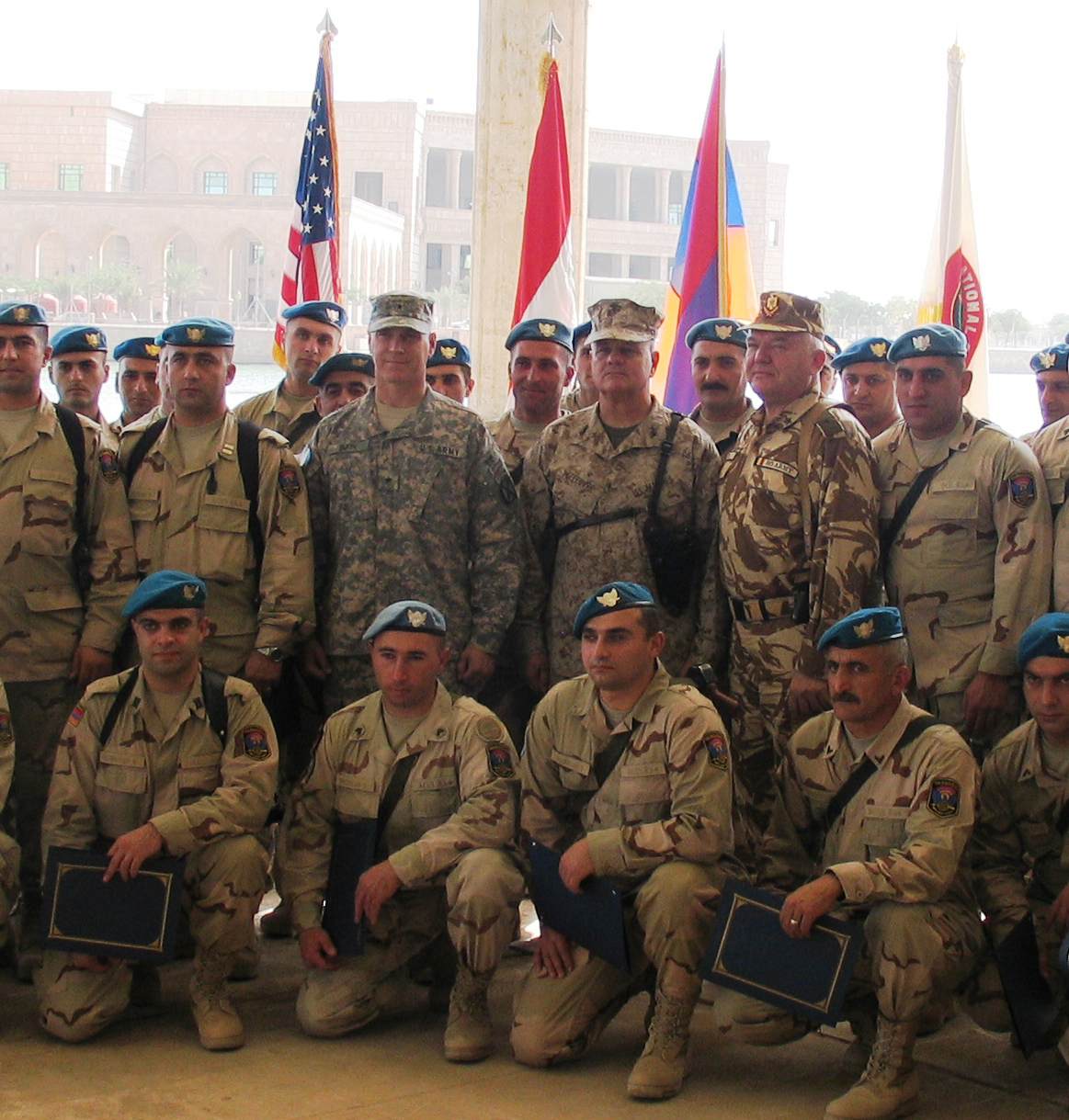
Armenische und amerikanische Soldaten im Irak 2008
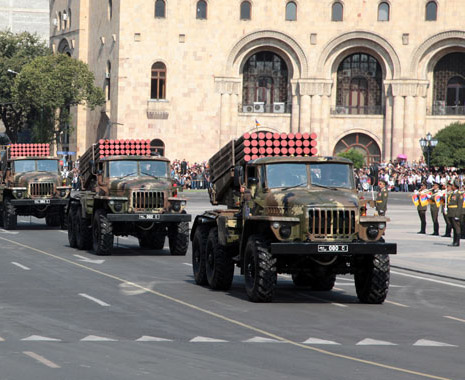
Armenische BM-21 während einer Parade in Jerewan
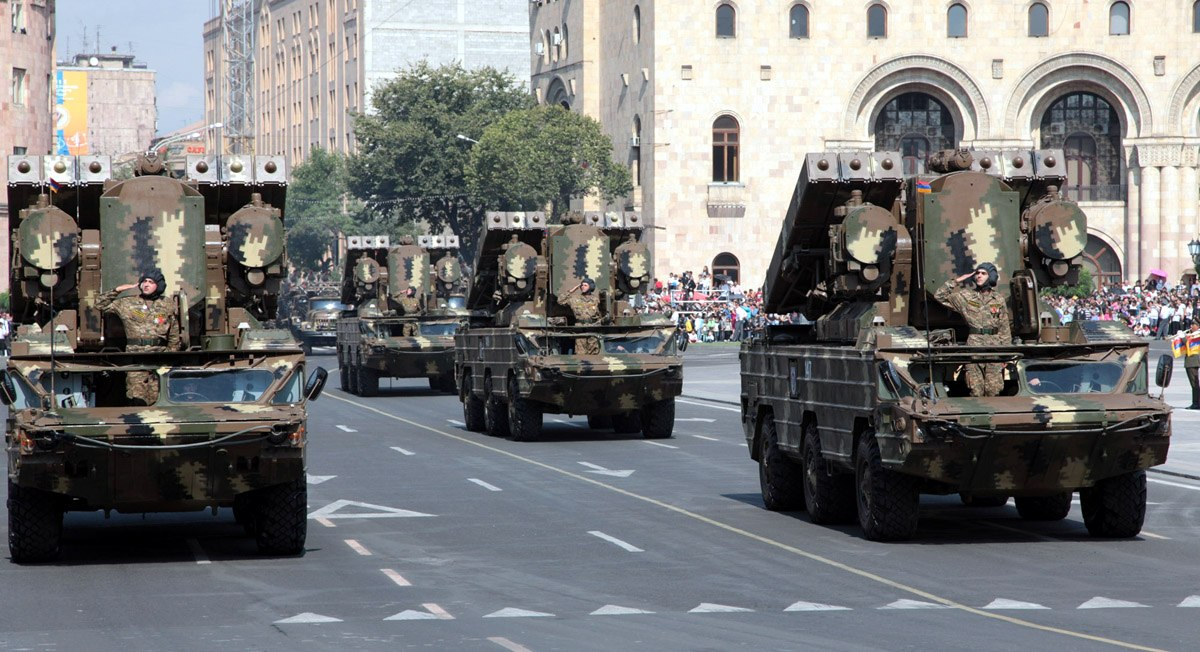
Osa-Luftabwehreinheiten während einer Parade
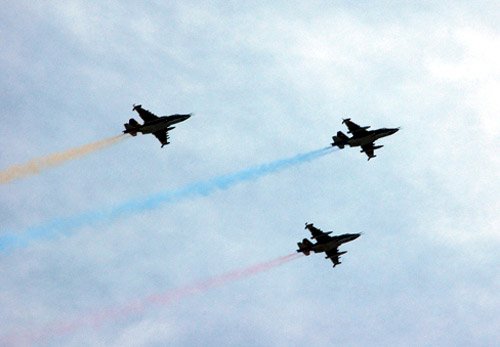
Kampfflugzeuge sprühen die Nationalfarben Armeniens